# Grete Mogensen
Grete Mogensen (Skive, 15 de mayo de 1963) es una deportista danesa que compitió en bádminton, en la modalidad de dobles mixto.
Ganó dos medallas en el Campeonato Mundial de Bádminton, plata en 1993 y bronce en 1991, y dos medallas en el Campeonato Europeo de Bádminton, oro en 1990 y plata en 1992.

## Palmarés internacional
| Campeonato Mundial | Campeonato Mundial       | Campeonato Mundial | Campeonato Mundial |
| Año                | Lugar                    | Medalla            | Prueba             |
| ------------------ | ------------------------ | ------------------ | ------------------ |
| 1991               | Copenhague (Dinamarca)   | Medalla de bronce  | Dobles mixto       |
| 1993               | Birmingham (Reino Unido) | Medalla de plata   | Dobles mixto       |
| Campeonato Europeo |                          |                    |                    |
| Año                | Lugar                    | Medalla            | Prueba             |
| 1990               | Moscú (URSS)             | Medalla de oro     | Dobles mixto       |
| 1992               | Glasgow (Reino Unido)    | Medalla de plata   | Dobles mixto       |